# Agapetus ochripes
Agapetus ochripes là một loài Trichoptera trong họ Glossosomatidae. Chúng phân bố ở miền Cổ bắc.